# 英勉
英 勉（はなぶさ つとむ、1968年 - ）は、日本の映画監督。京都府京都市出身。

## 経歴
高校時代から、8ミリカメラで作品を撮り始めていた。「夕刊チェリオ」「Dear Trash」「with seeta」といった作品を残す。高校卒業後、京都産業大学へ入学。映画研究部へ入部する。京都産業大学卒業後、東北新社に入社。テレビドラマやCM演出を経て、2008年11月1日公開の『ハンサム★スーツ』で監督デビュー。

## 主な作品

### 映画
- ハンサム★スーツ（2008年11月1日、アスミック・エース）
- 高校デビュー（2011年4月2日、アスミック・エース）
- 行け!男子高校演劇部[4]（2011年8月6日、ショウゲート）
- 貞子3D（2012年5月12日、角川映画）
  - 貞子3D2（2013年8月31日、角川映画）
- ヒロイン失格（2015年9月19日、ワーナー・ブラザース映画）
- トリガール!（2017年9月1日、ショウゲート）[5]
- あさひなぐ（2017年9月22日、東宝映像事業部）[6]
- 未成年だけどコドモじゃない（2017年12月23日、東宝）
- 3D彼女 リアルガール（2018年9月14日、ワーナー・ブラザース映画）
- 映画 賭ケグルイ（2019年5月3日、ギャガ）
  - 映画 賭ケグルイ 絶体絶命ロシアンルーレット（2021年5月12日、ギャガ）
- 前田建設ファンタジー営業部（2020年1月31日、バンダイナムコアーツ / 東京テアトル）
- ぐらんぶる（2020年8月7日、ワーナー・ブラザース映画）
- 妖怪人間ベラ（2020年9月11日、DLE）
- 映像研には手を出すな！（2020年9月25日、東宝映像事業部）
- 東京リベンジャーズ（2021年7月9日、ワーナー・ブラザース映画）[7]
- 映画 おそ松さん（2022年3月25日、東宝）
- 遺書、公開。（2025年1月31日予定、松竹）

### テレビドラマ
- 悪夢のエレベーター（2007年3月27日、フジテレビ）
- こちら葛飾区亀有公園前派出所（2009年、TBS）
- 稲垣家の喪主（2017年3月18日、WOWOW「ドラマW」）
- 賭ケグルイ（2018年、MBS）
- 映像研には手を出すな！（2020年、MBS）

### 配信ドラマ
- No Activity／本日も異状なし（2021年12月17日配信開始、全6話、Amazon Prime Video)
- 幸せカナコの殺し屋生活（2025年2月28日配信開始、全6話、DMM TV）

### ミュージックビデオ
- 乃木坂46「心のモノローグ」（2018年）

### その他
- ライオンキング ウェブシアター[8]（2010年3月制作、東北新社）
- SICKS〜みんながみんな、何かの病気〜（2015年10月度、テレビ東京、コントバラエティ）